# Herzogsreut

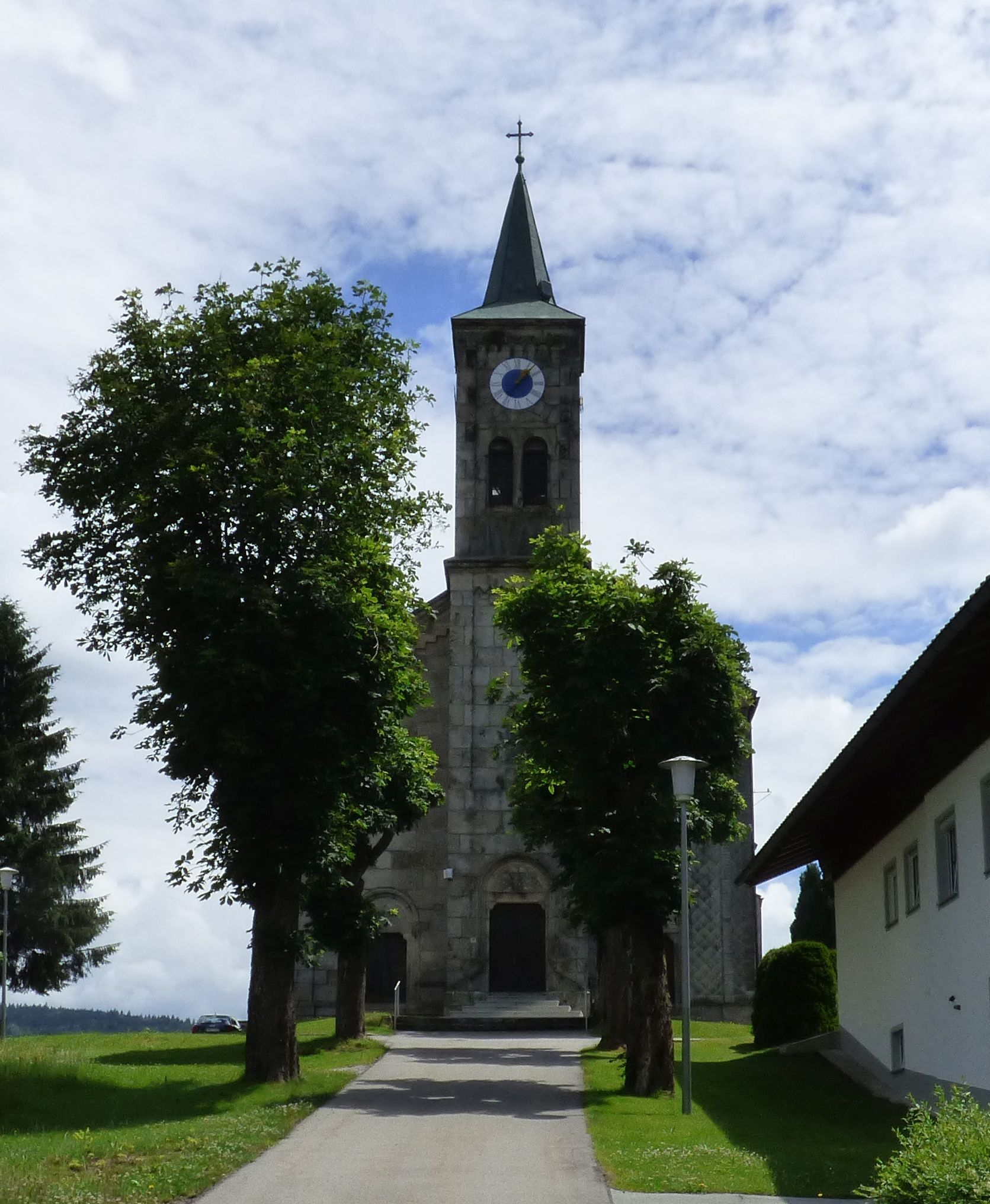
Pfarrkirche St. Oswald

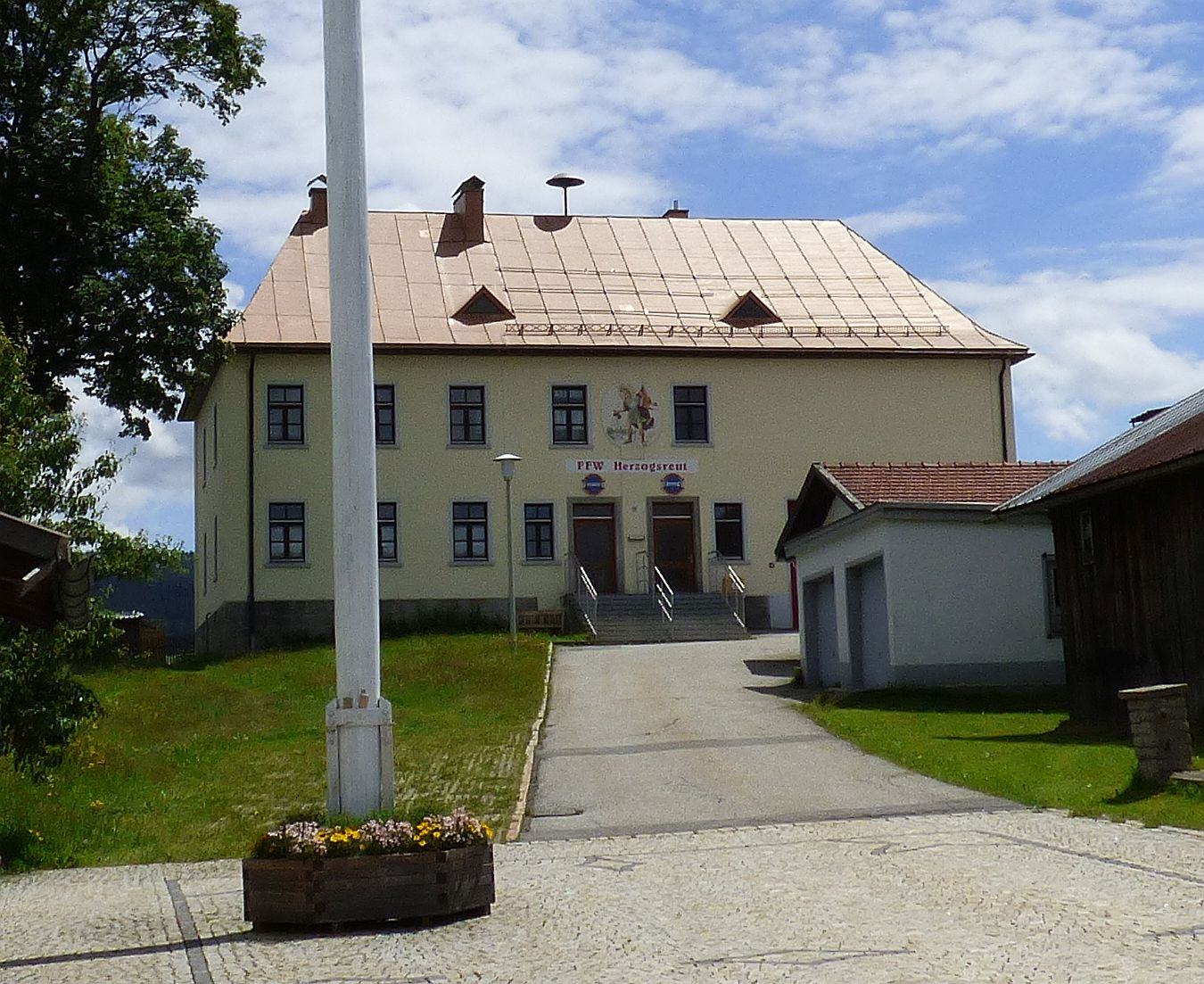
Freiwillige Feuerwehr

Herzogsreut ist ein Gemeindeteil der Gemeinde Hinterschmiding im niederbayerischen Landkreis Freyung-Grafenau. Bis 1875 war die Schreibweise Herzogsreuth.

## Lage
Herzogsreut liegt im Bayerischen Wald auf einer Erhebung etwa zweieinhalb Kilometer nordöstlich von Hinterschmiding.

## Geschichte
Das Waldhufendorf wurde 1618 von Erzherzog Leopold von Österreich, dem damaligen Fürstbischof des Hochstifts Passau, am mittleren Zweig des Goldenen Steiges gegründet. Anlass der Gründung war der Aufstand der böhmischen Stände, gegen die der Goldene Steig und die Grenze gesichert werden sollten. Ursprünglich bestand das Dorf aus 18 Siedlern. 1625 starb die neue Ortschaft durch die Pest bereits wieder fast aus.
Erst 1644 wurde der Dorfrechtsbrief ausgestellt, der Grenzstreitigkeiten mit anderen Dörfern regelte, die Ortsgemarkungen bestimmte und Rechte, Lasten und Pflichten der Siedler bis in kleine Details festlegte. Das Leben in den Heldshäusern, wie der Ort volkstümlich hieß, war lange Zeit beschwerlich und auf die kärglichen Erträge der örtlichen Landwirtschaft angewiesen.
Seit dem 19. Jahrhundert war Herzogsreut eine eigene Gemeinde. Zu ihr gehörten noch die Ortschaften Schlichtenberg, Schwarzkopf, Gstöcket, Heldengut und Rotbachau. In kirchlicher Hinsicht ursprünglich Filiale des Seelsorgsprengels von Freyung, wurde Herzogsreut 1832 Schul-Expositur. Von 1841 bis 1843 erbaute man die neuromanische heutige Pfarrkirche St. Oswald. Seit 1894 ist Herzogsreut selbstständige Pfarrei. Aus ihr ging 1928 die Expositur Philippsreut hervor. Heute wird Herzogsreut im Pfarrverband mit Grainet und Hinterschmiding betreut, Pfarrer ist seit 2003 Dr. Dr. Michael Gnan.
Die Freiwillige Feuerwehr Herzogsreut wurde 1880 gegründet. 1885 entstand das erste größere Schulhaus, 1928/29 folgte eine Schulhauserweiterung auf zwei Klassenzimmer.1908 wurde die örtliche Blaskapelle gegründet. Der Maler Hans Turek ist 1921 in Herzogsreut geboren. 1966 erfolgte die Gründung des SC Herzogsreut. 1969 kam es zur Auflösung der Volksschule.
Die Zahl der Übernachtungen im Gemeindegebiet konnte von 1.351 im Jahr 1960 auf 4.205 im Jahr 1970 gesteigert werden. 1971 wurde eine Niederlassung der Raiffeisenbank eröffnet. Am 1. Januar 1978 wurde Herzogsreut im Rahmen der Gebietsreform in Bayern nach Hinterschmiding eingemeindet.

## Sehenswürdigkeiten
In Herzogsreut befinden sich neben der 1841 bis 1843 errichteten Pfarrkirche St. Oswald einige weitere eingetragene Baudenkmale. So ist in der Hauptstraße 4 ein ehemaliges Kleinbauernhaus zu finden. Dabei handelt es sich um einen eingeschossigen Blockbau mit Halbwalmdach aus der ersten Hälfte des 19. Jahrhunderts. In der Hauptstraße 26 stand ein verschindelter Flachsatteldachbau aus der Zeit um 1825/40 unter Denkmalschutz. Unweit entfernt befinden sich der aus dem Jahre 1887 stammende Wastlhof (Hauptstraße 37) und in der Hauptstraße 43 der Gasthof Zur alten Post, dessen Existenz schon im 17. Jahrhundert belegt ist. Des Weiteren stand in der Hauptstraße 69 ein Waldlerhaus aus der ersten Hälfte des 19. Jahrhunderts unter Denkmalschutz.